# Razo
Razo er en lille ubeboet ø i Barlaventos øgruppe i Kap Verde, og er kendt som Razolærkens (Alauda razae) eneste tilholdssted. Øen er sammen med øen Branco det eneste kendte tilholdssted for kapverdisk kæmpeøgle, som nu antages for at være uddød.
16°37′12″N 24°35′12″V / 16.62°N 24.5867°V